# Universidade de Ciência e Tecnologia de Zhejiang
A Universidade de Ciência e Tecnologia de Zhejiang (ZUST; chinês tradicional: 浙江科技學院, chinês simplificado: 浙江科技学院, pinyin: Zhèjiāng kējì xuéyuàn) é uma universidade pública localizada em Hangzhou, província de Zhejiang, China.

## História
A universidade foi fundada em 1980. Em fevereiro de 2022, após mais de 40 anos de construção, a escola tornou-se uma universidade provincial de graduação orientada para a aplicação distinta, com o direito de conceder mestrado e bacharelado e o direito de recrutar estudantes estrangeiros, estudantes de Hong Kong, Macau e Taiwan.

## Ligação externa
- Página oficial